# Arthrose (Pferd)
Die Arthrose beim Pferd ist, ebenso wie die Arthrose beim Menschen, eine degenerative Gelenkerkrankung. Es handelt sich dabei um den krankhaften Verschleiß der Gelenke. Sie ist nicht heilbar, das Fortschreiten der Krankheit kann aber verlangsamt oder gestoppt werden. Therapiert wird bei einem verschlissenen Gelenk in erster Linie symptomatisch der entstehende Schmerz.

## Symptome
Die Arthrose schreitet langsam voran und ist zu Beginn häufig ganz schmerzlos. Zu bemerken ist dann lediglich eine Steifigkeit des Pferdes, die jedoch nach einiger Bewegung wieder abnimmt, das Pferd muss sich sozusagen „einlaufen“. Häufig ist nach längerer Arbeit ein vermehrtes Stolpern zu beobachten.
Besonders bei feuchtem und kalten Wetter treten die Symptome meist verstärkt auf.
Mit dem weiteren Fortschreiten der Krankheit kann es zu Muskelverspannungen vor allem im Rücken kommen, da das Pferd versucht, den Schmerzen durch Anspannen der Muskeln entgegenzuwirken und sich dabei verkrampft. Auch nehmen die Störungen in der Bewegung zu, es kommt vermehrt zu Lahmheiten, und auch das Stolpern wird schlimmer, das Pferd kann in den Gelenken einknicken.
Zu den bekanntesten Formen der Arthrose gehören Spat und die Schale.